# Fahrenbach (Witzenhausen)

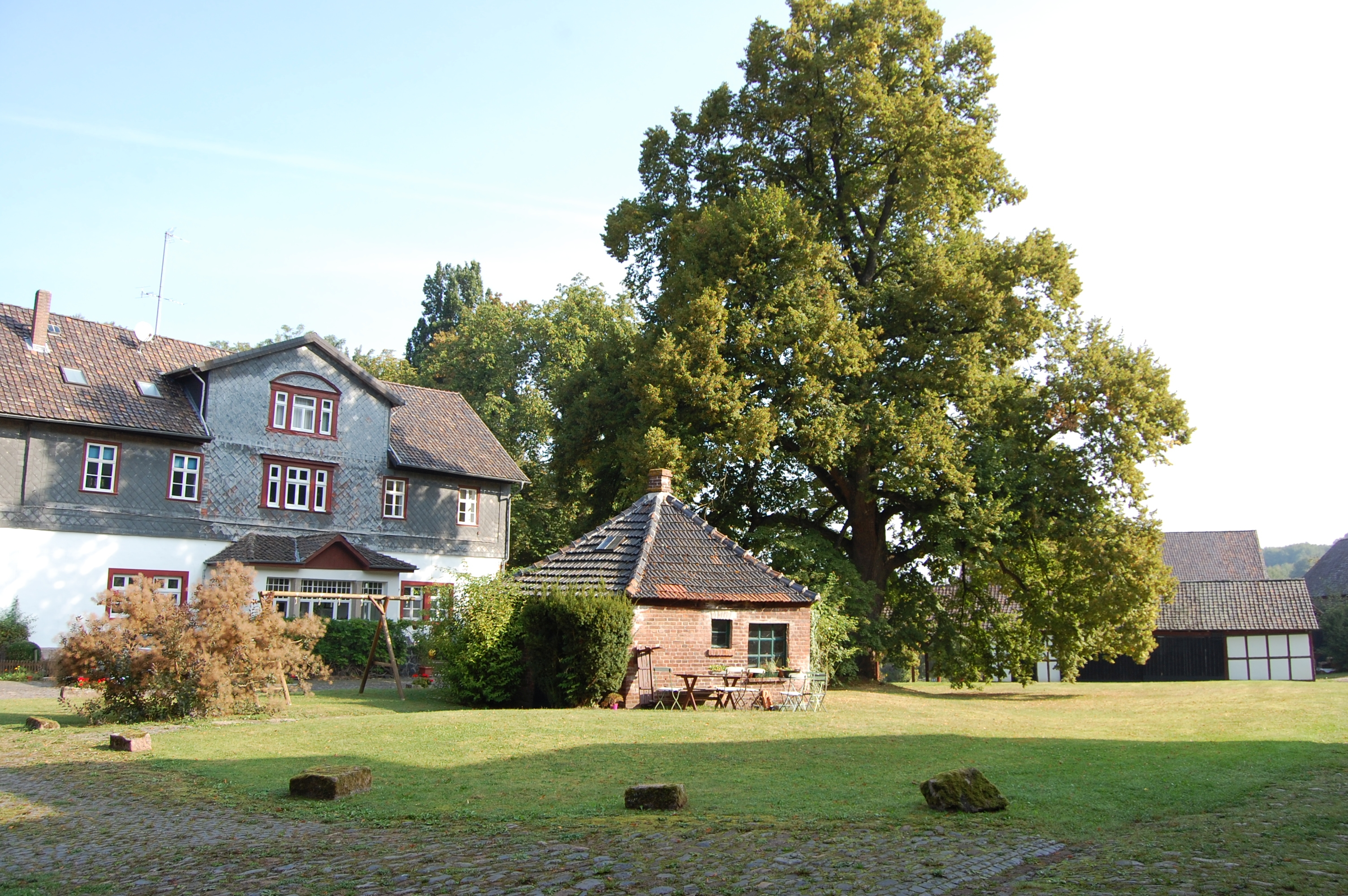
Hof Fahrenbach

Fahrenbach ist ein nach den Grundsätzen des ökologischen Landbaus bewirtschafteter Gutshof in der Gemarkung von Dohrenbach, einem südlichen Stadtteil von Witzenhausen im Werra-Meißner-Kreis, Nordhessen.

## Geografische Lage
Das Gut liegt auf der Ostabdachung des Kaufunger Waldes und breitet sich auf etwa 270 m Höhe am Südufer des Gelster-Zuflusses Fahrenbach aus. Es befindet sich in hügeliger Landschaft im Geo-Naturpark Frau-Holle-Land (Werratal.Meißner.Kaufunger Wald) etwa 5,5 km südsüdwestlich der Kernstadt von Witzenhausen und 1,7 km südlich des Witzenhausener Ortsteils Dohrenbach. Ohne direkte Anbindung an das Gut, aber geografisch am nächsten, liegt im Ostsüdosten jenseits eines Bergrückens der 1,5 km entfernte Witzenhausener Ortsteil Hundelshausen. Südlich erhebt sich der Langenberg (565 m). Am Gut endet die Kreisstraße 62, die es nach etwa 2,5 km beim Gutshof Carmshausen an die Bundesstraße 451 (Witzenhausen-Carmshausen-Hundelshausen) anbindet.

## Geschichte
Der Ort ist als Warenbach im Jahre 1327 erstmals urkundlich erwähnt, als den Kurmainzer Burggrafen bzw. Vögten auf der Burg Rusteberg bei Heiligenstadt leistungspflichtig. Er findet in der Folgezeit auch als Varenbach/Varnbach und Farenbach/Farnbach und schließlich seit dem 17. Jahrhundert als Fahrenbach Erwähnung.
Das Gut ist in den Jahren von 1350 bis 1420 wiederholt als im Besitz der Herren von Stockhausen bekundet, und noch 1438 ist ein Mitglied des Geschlechts, Hans von Stockhausen, zu Fahrenbach beurkundet. Nach einigen Quellen könnte der Gutshof im Mittelalter burgartig befestigt gewesen sein. 1447 und 1459 belehnte Landgraf Ludwig II. von Hessen, dessen Vater Ludwig I. die zuvor verlorengegangenen Städte und Gebiete an der Werra zurückgewonnen und Kurmainz 1427 endgültig besiegt hatte, Berit von Dörnberg mit Schloss, Dorf und Gericht Fahrenbach. 1474 belehnte Landgraf Heinrich III. von Oberhessen als Vormund des noch unmündigen Wilhelm I. von Niederhessen die Herren von Eschwege mit demselben Besitz.
1483 kauften die Freiherren von Berlepsch das Gut; der nunmehr selbst regierende Landgraf Wilhelm I. bestätigte ihnen kurz darauf das Lehen dazu. Im Dreißigjährigen Krieg wurde das Anwesen mehrere Male geplündert, aber es blieb im Besitz der Berlepsch, auch während des napoleonischen Intermezzos mit dem Königreich Westphalen und später nach der Annexion von Hessen-Kassel durch Preußen 1866. Der bekannte Ornithologe Hans Hermann Carl Ludwig von Berlepsch wurde 1850 auf Gut Fahrenbach geboren und war bis zu seinem Tode 1915 Besitzer von Schloss Berlepsch und des Guts Fahrenbach. Karl Adolf Wilhelm Otto von Berlepsch verkaufte Gut Fahrenbach 1917 an Werner Karl Adalbert Gotzmann. Seit 1984 wird der etwa 180 Hektar große Hof in Pacht von einer Betriebsgemeinschaft nach den Bioland-Richtlinien betrieben, die vor allem Grünlandwirtschaft mit Angus-Mutterkuhhaltung betreibt.

## Bauten
Mittelpunkt des Guts ist das ehemalige herrschaftliche Wohnhaus, ein zweigeschossiger Bau aus dem späten 18. Jahrhundert. Das gemauerte Untergeschoss ist verputzt, das in Fachwerkbauweise errichtete Obergeschoss mit Blechplatten bedeckt. Die repräsentativen Wirtschaftsgebäude, darunter eine stattliche Scheune und ein Kuhstall, teilweise in massivem Sandsteinmauerwerk, teilweise in Fachwerkbauweise, stammen aus dem 19. Jahrhundert. Zentral auf dem Hof befindet sich ein sechseckiges Hühnerhaus. In dem ehemaligen Gesindehaus, einem Backsteinbau aus dem frühen 20. Jahrhundert, befindet sich heute ein Hofladen.

## Söhne und Töchter (Auswahl)
- Hans Hermann Carl Ludwig von Berlepsch (1850 auf Gut Fahrenbach -1915), Ornithologe

Koordinaten: 51° 18′ N, 9° 50′ O